# تاریخ فمینیسم
تاریخِ فمینیسم یا تاریخِ جنبش‌های برابری‌خواهیِ زنان گاه‌نگاریِ جنبش‌ها و ایدئولوژی‌های با هدفِ حقوقِ برابر برای زنان است. در حالی که فمینیسم در سراسر جهان در علل و اهداف و بسته به زمان، فرهنگ و کشور متفاوت است اما بسیاری از مورخانِ فمینیستِ غربی ادعا می‌کنند همهٔ جنبش‌هایی که برای به دست آوردنِ حقوقِ زنان است باید جنبشی فمینیسمی در نظر گرفته شود، حتی اگر آنها این اصطلاح را برای خود به‌کار نبرند. تاریخِ فمینیسمِ مدرن به سه دوره یا موج بخش می‌شود که هر یک‌کمی با اهدافِ دیگری متفاوت است.

## برابری‌خواهیِ نخستین
برابری‌خواهیِ نخستین یا فمینیسمِ نخستین مربوط به دوره‌ای است که فعالانِ برابری‌خواهیِ زنان، جنبش آزادی زنان را آغاز کردند و گاهی بنام فمینیسمِ آغازین نیز از آنان نام برده می‌شود.

## قرنِ هجدهم؛ عصرِ روشنگری

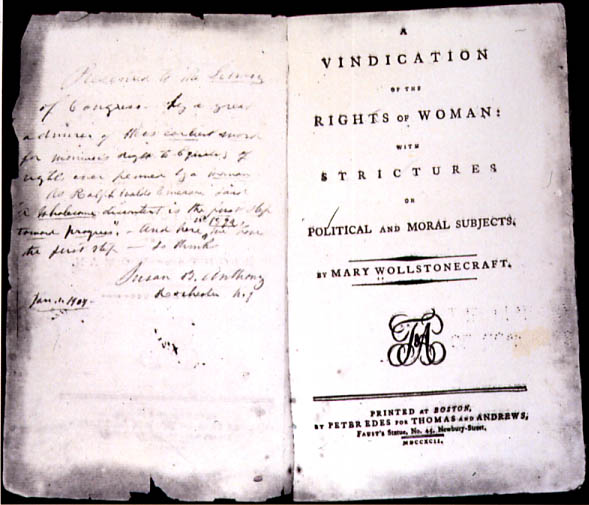
نخستین چاپِ کتابِ احقاق حقوق زنان از مِری وُلستُن‌کرَفت

عصر روشنگری با استدلال‌های سکولار و نوشتارهای فلسفی شناخته می‌شد. بسیاری از فیلسوفان عصرِ روشنگری از جمله جرمی بنتام (۱۷۸۱ میلادی)، مارکی دو کندورسه (۱۷۹۰ میلادی) و مهمترینِ آنها مِری وُلستُن‌کرَفت (۱۷۹۲ میلادی) از حقوقِ زنان دفاع کردند. مِری وُلستُن‌کرَفت را می‌توان نخستین فیلسوفِ نویسندهٔ زن در این قرن نام نهاد. کتابِ احقاق حقوق زنان را نیز می‌توان نخستین اثرِ برابری‌خواهی و فمینیسمی نامید.

## قرنِ نوزدهم

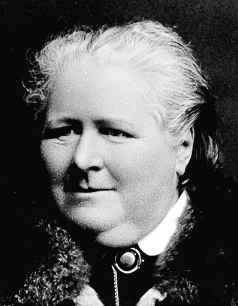
فرانسیس پاور کوب فمینیست و پشتیبان حقوق زنان

برابری‌خواهانِ این قرن به نابرابری‌های فرهنگی واکنش نشان می‌دهند.

### داستان‌سراییِ فمینیسمی
همانگونه که جین آستن زندگی محدودِ زنان در اوایلِ قرنِ نوزدهم را توصیف می‌کند شارلوت برونته، آن برونته، الیزابت گاسکل و جرج الیوت (نویسنده) بدبختی و سرخوردگی زنان را در این قرن به تصویر کشیده‌اند.

### فلورانس نایتینگل
در دورهٔ فلورانس نایتینگل و در اواسطِ قرن به‌دلیلِ تعصباتِ موجود، بر فضائلِ زنانهٔ وی بیش از ابتکار و خلاقیت‌های او تأکید می‌شد.

### اصلاحاتِ آموزشی
در میانهٔ قرن، تلاش‌هایی برای اصلاحِ نظامِ آموزش و پرورش صورت گرفت و کالج‌هایی برای آموزش به زنان و دختران آغاز به کار کردند اما دانش‌آموختگانِ زن و دختر هنوز نمی‌توانستند از دانشِ خود در سطحِ جامعه استفاده کنند.

### کمپین‌ها و مبارزات
کمپین‌ها فرصت‌های تازه‌ای به زنان داد تا مهارت‌های سیاسیِ تازهٔ خود را بیازمایند و با گروه‌های اصلاح‌طلبِ اجتماعیِ متفاوت پیوند بخورند. موفقیت‌ها شاملِ مبارزه برای حقِ مالکیتِ زنانِ متأهل (مصوب ۱۸۸۲ میلادی) و مبارزه برای حذفِ بیماریهای مُسری در سال‌های ۱۸۶۴، ۱۸۶۶ و ۱۸۶۹ میلادی بود که گروه‌های زنان و لیبرال‌هایی همچون جان استوارت‌میل با هم متحد شدند.

## قرن ۱۹ تا بیست‌ویکم

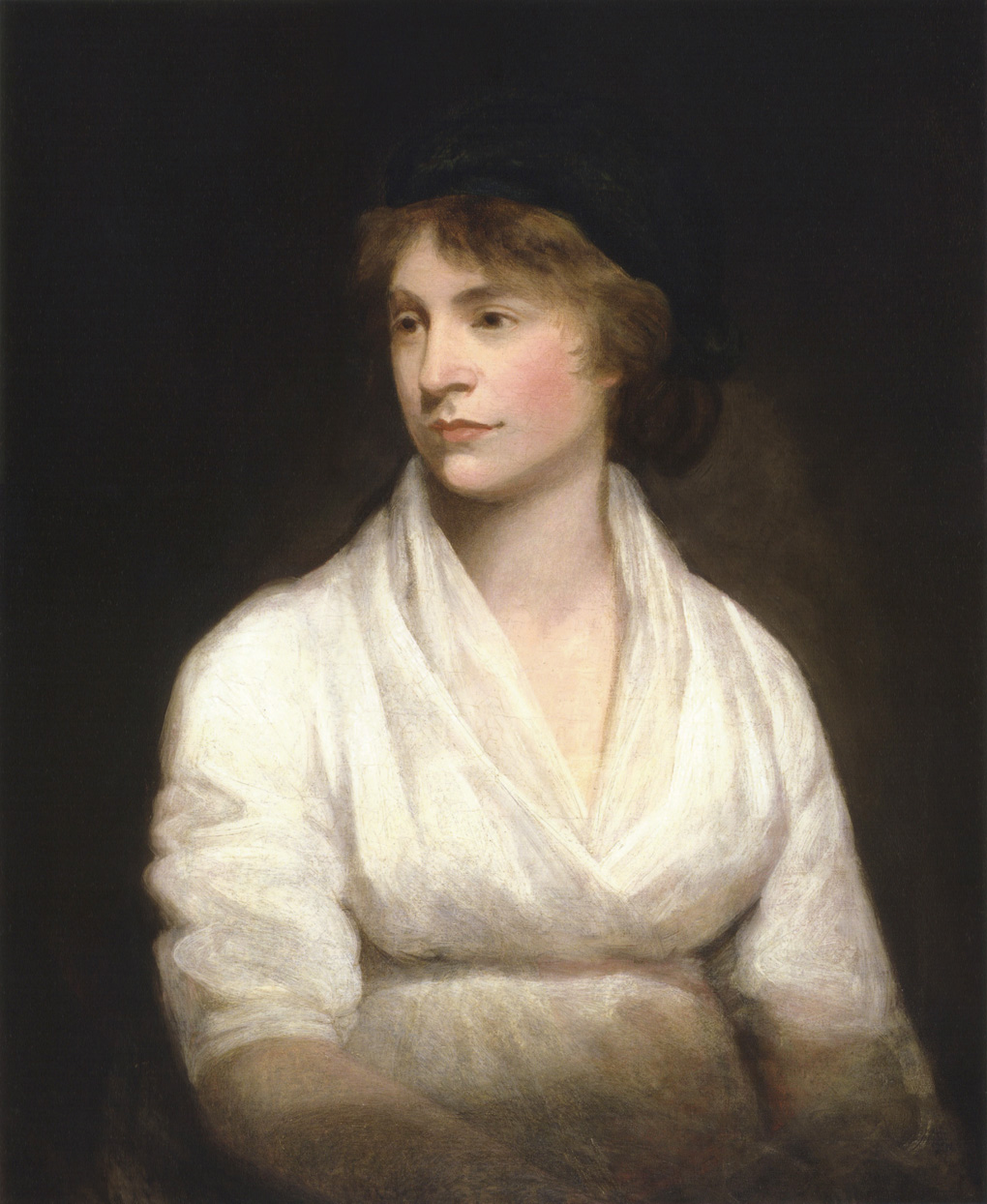
تصویری از مری ولستون کرافت اثر جان اوپی (John Opie) حدود سال ۱۷۹۷

### موجِ اولِ فمینیسم
موجِ اولِ برابری‌خواهیِ زنان اشاره به دورانی از فعالیت فمینیسمی دارد که در طول قرن ۱۹ و آغازِ قرنِ ۲۰ در انگلستان، کانادا، هلند و ایالات متحد آمریکا اتفاق افتاد. تمرکزِ این جنبش روی نابرابری‌ها در حقوقِ قانونیِ لازم‌الاجرا و عمدتاً به‌دست‌آوردنِ حق رای برای زنان بود.

#### سافراجت‌ها
سافراجت (به انگلیسی: Suffragette) که از ریشه لاتین سوفراژوم sufragium به معنی «حقِ رأی» می‌آید اصطلاحی است که به اعضای جنبش زنان اواخر سده نوزدهم به‌ویژه در بریتانیا گفته می‌شود که تحت تأثیرِ روش‌های اعتراضِ روسی مانندِ اعتصاب غذا برای احقاقِ حقوقِ خود روی می‌آوردند.

### موجِ دومِ فمینیسم
موجِ دومِ برابری‌خواهیِ زنان یا جنبشِ آزادیِ زنان دوره‌ای از فعالیت فمینیسمی در ایالات متحد آمریکا است که در سال‌های آغازینِ دههٔ ۱۹۶۰ آغاز شد و تا اواخر دههٔ ۹۰ از قرنِ بیستمِ میلادی ادامه یافت.
در حالی که موج اول فمینیسم عمدتاً بر روی اصلاح موانع قانونی برای برابری جنسیتی متمرکز بود (برای مثال حقِ رأی و حقِ مالکیت)، موجِ دوم فمینیسم طیفِ گسترده‌ای از مسائل را موردِ توجه قرار داد: نابرابری‌های غیررسمی، نابرابری‌های حقوقی رسمی، جنسیت، خانواده، محلِ کار و حقوقِ مربوط به باروری.

### موجِ سومِ فمینیسم
موجِ سومِ برابری‌خواهیِ زنان شامل گرایش‌های متعدد و مختلفی در حوزهٔ مطالعه و فعالیت فمینیسمی می‌شود. مرزبندی دقیق تاریخی برای شروع موج سوم مورد اجماع واقع نشده اما معمولاً آغار آن را در اوایلِ دههٔ ۸۰ می‌دانند که تا به امروز ادامه داشته‌است. جنبشِ مذکور به‌عنوانِ واکنشی علیه شکستِ مفروضِ موجِ دوم و طرح‌ها و جنبش‌های ایجاد شده توسط موج دوم فمینیسم ظاهر شد، اما همچنین در پاسخ به دستاوردهای موج دوم اعلام وجود کرد.